# Równanie ciągłości strugi
Równanie ciągłości strugi – jeżeli założyć, że dla płynu nieściśliwego temperatura jest stała i jednakowa dla każdego przekroju przewodu, to objętość V płynu wpływającego i odpływającego w ciągu jednej sekundy z dowolnego przekroju przewodu jest stała (ponieważ ciecz wypełnia całą rurę, a będąc nieściśliwą nie może się nigdzie gromadzić).
{\displaystyle Q={\frac {V}{t}}={A_{1}}{v_{1}}={A_{2}}{v_{2}}={A_{3}}{v_{3}}=const}
{\displaystyle Q} - strumień objętości (m3/s), V - objętość (m3), t - czas (s)
A1, A2, A3 - pole przekroju poprzecznego rurociągu w kolejnych miejscach (m2)
v1, v2, v3 - prędkość przepływu w tych miejscach (m/s)
Iloczyn prędkości przepływu v i prostopadłej doń powierzchni przekroju rury A nazywa się wydatkiem prądu bądź natężeniem przepływu, jest on równy objętości cieczy przepływającej przez dany przekrój w jednostce czasu.
Zakłada się przy tym, że ciecz płynie w przewodzie poziomym o sztywnych ścianach i niejednakowym w różnych miejscach przekroju A1, A2, itd.
Równanie ciągłości strugi można też opisać jako bilans masy, zakładając, że ilość masy cieczy dopływającej i odpływającej jest równa:
{\displaystyle \rho _{1}\cdot v_{1}\cdot A_{1}=\rho _{2}\cdot v_{2}\cdot A_{2}}
ρ - gęstość cieczy

v - prędkość przepływu płynu

A - pole przekroju poprzecznego rurociągu
Ponieważ ciecze są płynami na ogół mało ściśliwymi można przyjąć, że gęstość jest stała i zmieniają się tylko dwa pozostałe człony iloczynu: prędkość rośnie przy spadku pola przekroju i maleje przy jego wzroście. Zmiany te wyrazić można wzorem.
Oznaczając prędkość cieczy i prostopadłą doń powierzchnię przekroju w jednym miejscu rury odpowiednio przez v1 i A1, a w innym jej miejscu przez v2 i A2 można uzyskać wzór
{\displaystyle v_{1}\cdot A_{1}=v_{2}\cdot A_{2}} lub {\displaystyle {\frac {A_{1}}{A_{2}}}={\frac {v_{2}}{v_{1}}}}
Ten związek matematyczny wyraża prawo ciągłości przepływu cieczy nieściśliwej: prędkość przepływu cieczy w sztywnym przewodzie jest odwrotnie proporcjonalna do pola przekroju poprzecznego w danym miejscu.
Zgodnie z prawem ciągłości przepływu można powiedzieć, że w rozważanym przypadku natężenie przepływu jest stałe.